# PowerPC Platform

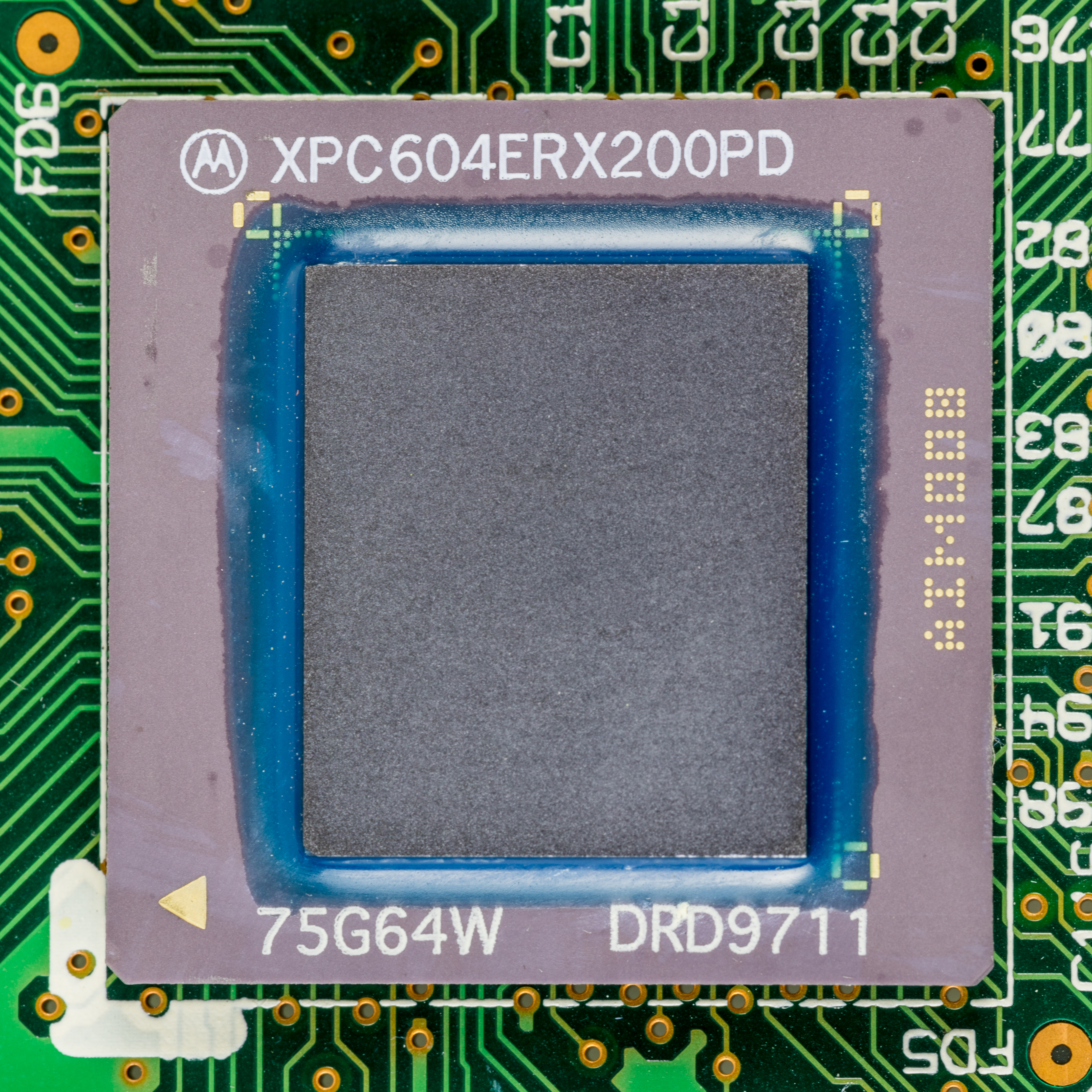
PowerPC 604e 200 MHz

PowerPC Platform, abgekürzt PPCP, ist eine Spezifikation für PowerPC-basierte Personal Computer (PCs), die von Apple, IBM und Motorola (AIM-Allianz) ausgearbeitet wurde. Sie wurde am 14. November 1995 noch unter dem alten Namen Common Hardware Reference Platform, kurz CHRP (ausgesprochen chirp, von englisch to chirp ‚zirpen‘, ‚zwitschern‘), veröffentlicht. Die Spezifikation beschreibt einen Standard für das Design von Hauptplatinen für Rechner mit PowerPC-Prozessor. Da die PowerPC Platform als offene Spezifikation angelegt ist, wird der Betrieb mehrerer Betriebssysteme auf einem CHRP-konformen Rechner ermöglicht.
CHRP folgte auf die PowerPC Reference Platform (kurz PReP) von 1994 und wurde Ende 1995 in PowerPC Platform specification (PPCP) umbenannt.
Eine andere geläufige Bezeichnung ist PowerPC Open Platform (POP).
Die ab 2006 von Power.org entwickelte Power Architecture Platform Reference, kurz PAPR, ersetzt PPCP vollständig.

## Entwicklung
CHRP ist die Sammelbezeichnung für eine Hardware-Plattform, mit der Apple, IBM und Motorola (auch bekannt als AIM-Allianz) seinerzeit auf Basis der Technologie der RS/6000-Mikrocomputer (POWER-Architektur) einen Standard für PowerPC-basierte Desktop-Rechner etablieren wollten. CHRP/PPCP ist dabei eine Übermenge von PReP von IBM und Power Macintosh von Apple.
Für Apple war der von IBM bereits 1994 festgelegte PReP-Standard zu PC-lastig, da es sich dabei im Wesentlichen um IBM-PC-Hardware mit einem PowerPC-Prozessor handelte. Bei CHRP hingegen ist die von Apple verwendete Open Firmware (IEEE-1275) ebenso ein Teil der Spezifikation wie die Macintosh-typischen Seriellen Schnittstellen und ADB.
Auf einem CHRP-konformen System können sowohl PReP-Betriebssysteme als auch Macintosh-Betriebssysteme laufen. System 7.5 von Apple, das 1997 in Mac OS umbenannt wurde, war jedoch nicht CHRP-kompatibel. Erst Copland – angekündigt als das kommende System 8 bzw. Mac OS 8 – hätte ein CHRP-Betriebssystem werden sollen, wurde jedoch unvollendet Anfang 1997 gestoppt. Inzwischen wurde CHRP-Hardware von Herstellern diverser PowerPC-Computer, u. a. einiger Hersteller von Macintosh-Klonen, angekündigt. Auch CHRP-Betriebssysteme, darunter AIX von IBM und Windows NT von Microsoft, wurden verfügbar. Auf der Demo 96, die in KW 5 1996 stattfand, versprach Apple ein CHRP-konformes Mac OS in der zweiten Hälfte des Jahres 1996.

## Geschichte
Apple, Hersteller der Power-Macintosh-Rechnerfamilie, hatte sich aufgrund von marktstrategischen und technischen Überlegungen 1997 wieder von dieser offenen Plattform entfernt. Die Befürchtung war, weiteren Boden bei den Hardwareverkäufen zu verlieren. In dieser Zeit erhielt Apple mit der Übernahme von NeXT ein neues Betriebssystem und bald auch einen Führungswechsel, da Steve Jobs ab 1997 wieder CEO bei Apple wurde. Die Strategie der offenen Plattform, die Apple mit dem Verkauf von Lizenzen für System 7 bzw. Mac OS 7.6 und mit dem geplanten Multi-Plattform-Betriebssystem Copland eingeschlagen hatte, wurde nicht weiter verfolgt, denn am quasi konstanten Markt für Power-Macintosh-kompatible Desktops war durch die lizenzierten Klone lediglich Apples Anteil geschrumpft.
Daraufhin verschwanden auch CHRP-kompatible Macintosh-Klone anderer Hersteller bis Ende der 1990er wieder vom Markt. Apples PowerPC-Entwicklungen schlugen nach 1997 zunächst wieder eine stärker proprietäre Richtung ein. Sichtbar übrig blieb lediglich der bewährte Ansatz einer Open Firmware (IEEE-1275), die in ihrer Funktion dem BIOS bei IBM-kompatiblen PCs entspricht. Power Macs waren daher niemals CHRP-konform und andere PowerPC-Betriebssysteme als Linux/PPC liefen auf Macs nicht. Ebenso blieb das versprochene CHRP-konforme Mac OS aus, das auch auf anderen CHRP-Computern laufen hätte sollen. Anfang 2006 hat sich Apple dann komplett von der PowerPC-Plattform abgewandt und entwickelt stattdessen x86-basierte Systeme – „Intel-Macs“ – auf Basis von Mac OS X, die den konkurrierenden Firmware-Ansatz EFI von Intel verwenden.
Mit der Pegasos-Rechnerfamilie bzw. -Architektur von Genesi und Linux/PPC verfügten IBM und Motorola (ab 2004 Freescale, das 2015 schließlich von NXP übernommen wurde) zwischenzeitlich jedoch wieder über eine schlagkräftige Referenzplattform für den PowerPC. Genesi betrachtete den IEEE 1275-kompatiblen Pegasos HAL/OF (Hardware Abstraction Layer/Open Firmware) als logischen Nachfolger des CHRP-Standards und bot ein entsprechendes Lizenzierungsprogramm an (nominale Lizenzgebühr pro Einheit). Konsequenterweise waren Informationen zum Design und den benötigten Komponenten für die Pegasos-Hardware selbst unter der Überschrift „Open Hardware“ zum freien Download verfügbar. Es ist unklar, inwieweit der Nachfolger, der Pegasos-II, RoHS-konform war.

## Hardware
Von IBM und Freescale waren Rechner aus der Pegasos-Familie als Entwicklungsplattformen unter dem Namen „ODW“ (Open Desktop Workstation mit G3 und G4) bzw. ab 2006 auch „OSW“ (Open Server Workstation mit G5) verfügbar. Als Entwicklungsziele waren jedoch weniger Desktop-Rechner als z. B. eingebettete Systeme im Fokus.
Auch hatte – etwa zehn Jahre nach den letzten Amiga-Modellen, die noch unter der Leitung von Commodore entwickelt wurden – die britische Firma Eyetech (unter Verwendung der Teron-Hauptplatine als Referenzdesign) neue Varianten mit eigenen Spezifikationen entwickeln lassen. Diese firmierten unter der Bezeichnung AmigaOne und sind ebenfalls CHRP-konform. Das originale Teron-Design von Mai Logic basiert auf den von IBM im Jahr 2000 freigegebenen Spezifikationen für eine vollständige CHRP-Hauptplatine inklusive generischem Design, bekannt unter dem oben bereits genannten Namen POP.